# Olivia Lewis
Olivia Lewis (ur. 18 października 1978 w Qormi) – maltańska piosenkarka, reprezentantka Malty w 52. Konkursie Piosenki Eurowizji w 2007 roku.

## Kariera muzyczna
Lewis zaczęła karierę wokalną jako dziecko, brała wówczas udział w musicalach i festiwalach muzycznych. W 1997 roku wzięła udział w krajowych eliminacjach eurowizyjnych Malta Song for Europe z utworem „Falling (for Your Love)”, który nagrała w duecie ze swoją siostrą Marvic. Para zajęła siódme miejsce w finale selekcji. Rok później Olivia wystartowała w eliminacjach z piosenką „You’re the One”, z którą zajęła piętnaste miejsce, zaś w 1999 roku uplasowała się na siódmej pozycji z numerem „Autumn of My Love”.
W 2000 roku po raz czwarty zakwalifikowała się do stawki finałowej krajowych eliminacji eurowizyjnych Malta Song for Europe 2000, tym razem z dwoma utworami: „I Wanna Love You” i „Only for You”, z którymi zajęła – kolejno – dziewiąte i piąte miejsce. W 2001 roku wystąpiła w selekcjach z piosenkami „Love Will See Me Through” i „Hold Me Now”, z którymi zajęła siódme i dziesiąte miejsce. Rok później uplasowała się na 11. pozycji z utworem „Give Me Wings”, a w 2002 roku – szóste miejsce z piosenką „Starting Over” wykonanym w duecie z IQ’s Verse-One.
W 2004 roku wzięła udział w eliminacjach Malta Song for Europe 2004 z utworem „Take a Look”, z którym zajęła drugie miejsce (w tym pierwsze w notowaniach jurorskich). Rok później znów zakończyła udział na drugiej pozycji, tym razem z numerem „Deja vu”, za który otrzymała 11 369 głosów telewidzów, o 600 mniej niż zwyciężczyni – Chiary. W 2006 roku trzeci raz z rzędu zajęła drugie miejsce, tym razem z piosenką „Spare a Moment”, za który uzyskała 106 głosów telewidzów mniej od Fabrizio Faniellego.
W 2007 roku po raz jedenasty zakwalifikowała się do udziału w krajowych eliminacjach eurowizyjnych Malta Song for Europe, do których zgłosiła się z utworem „Vertigo”. 1 lutego wystąpiła w półfinale selekcji i z pierwszego miejsca awansowała do finału, który dwa dni później ostatecznie wygrała po uzyskaniu 30 977 głosów od telewidzów (i przewagą 23 330 głosów nad zdobywcą drugiego miejsca), dzięki czemu została wybrana na reprezentantkę Malty w 52. Konkursie Piosenki Eurowizji organizowanym w Helsinkach. 10 maja wystąpiła w półfinale widowiska i zajęła w nim dwudzieste piąte miejsce (na 28 uczestników), przez co nie awansowała do finału.
Lewis była pierwszą kobietą, która wzięła udział w Maltańskim Festiwalu Jazzu razem z trio Paula Giordimaina. Lewis wzięła także udział w Międzynarodowym Festiwalu Piosenki Maltańskiej, w którym zajęła trzecie miejsce. Wygrała takie konkursy jak Litewski Festiwal Piosenki i Bułgarski Festiwal Piosenki.